# Rongga
Rongga – grupa etniczna z wyspy Flores w prowincji Małe Wyspy Sundajskie Wschodnie w Indonezji. Ich populacja wynosi 5 tys. osób. Zamieszkują tereny pomiędzy terytoriami ludów Manggarai i Ngada, na południe od grupy Waerana.
Ich rodzimy język to rongga z wielkiej rodziny austronezyjskiej. Zwykle posługują się też innymi językami, takimi jak indonezyjski, manggarai, waerana (mbaen) czy manus. Ludność używająca języka rongga zamieszkuje cztery wsie w południowej części kabupatenu Manggarai Timur – Komba, Bamo, Tanarata, Watunggene.
Pod względem kulturowym są blisko spokrewnieni z ludami Ngada, Maung i Nage-Keo. Znajdują się pod dominacją kulturową ludu Manggarai i są z nim łączeni, pod pojęciem wspólnej kultury Manggarai. Wyznają katolicyzm, ale zachowują wiele elementów wierzeń tradycyjnych. Istotną rolę w ich tradycyjnej kulturze odgrywa taniec vera, wykonywany podczas różnego rodzaju obrzędów.
Organizacja społeczna opiera się na patrylinearnym systemie pokrewieństwa.
Badaniami nad językiem i kulturą Rongga zajmował się balijski lingwista I Wayan Arka .